# Joe Gould's Secret
Joe Gould's Secret é um filme estadunidense de 2000, dirigido por Stanley Tucci e estrelado por Ian Holm, Hope Davis, e o próprio Stanley Tucci.

## Sinopse
Durante a década de 1940, o escritor Joseph Mitchell encontra Joe Gould, um escritor, que através de 20.000 gravações de várias conversas e relatos, tenta compilar toda a história do mundo.

## Elenco
- Ian Holm.... Joe Gould
- Stanley Tucci.... Joseph Mitchell
- Hope Davis.... Therese Mitchell
- Sarah Hyland.... Elizabeth Mitchell
- Hallee Hirsh.... Nora Mitchell
- Celia Weston.... Sarah
- Patrick Tovatt.... Harold Ross
- Susan Sarandon.... Alice Neel
- Patricia Clarkson.... Vivian Marquie
- John Tormey.... Harry Kolis